# Polysphaeria
Polysphaeria is een geslacht uit de sterbladigenfamilie (Rubiaceae). De soorten uit het geslacht komen voor in tropisch Afrika en op het eiland Madagaskar.

## Soorten
- Polysphaeria acuminata Verdc.
- Polysphaeria aethiopica Verdc.
- Polysphaeria arbuscula K.Schum.
- Polysphaeria braunii K.Krause
- Polysphaeria capuronii Verdc.
- Polysphaeria cleistocalyx Verdc.
- Polysphaeria dischistocalyx Brenan
- Polysphaeria grandiflora Cavaco
- Polysphaeria grandis (Baill.) Cavaco
- Polysphaeria harrisii I.Darbysh. & C.Langa
- Polysphaeria hirta Verdc.
- Polysphaeria lanceolata Hiern
- Polysphaeria lepidocarpa Verdc.
- Polysphaeria macrantha Brenan
- Polysphaeria macrophylla K.Schum.
- Polysphaeria maxima (Baill.) Cavaco
- Polysphaeria multiflora Hiern
- Polysphaeria ntemii S.E.Dawson & Gereau
- Polysphaeria ovata Cavaco
- Polysphaeria parvifolia Hiern
- Polysphaeria pedunculata K.Schum. ex De Wild.
- Polysphaeria ribauensis I.Darbysh. & C.Langa
- Polysphaeria subnudifaux Verdc.
- Polysphaeria tubulosa (Baill.) Cavaco

... · 
Afrocanthium · 
Asperula (Bedstro) · 
Atractocarpus · 
Belonophora · 
Bouvardia · 
Breonadia · 
Byrsophyllum · 
Callipeltis · 
Cephalanthus (Kogelbloem) · 
Chassalia · 
Cinchona · 
Coffea (Koffie) · 
Coprosma · 
Cruciata · 
Deppea · 
Galium (Walstro) · 
Gardenia · 
Genipa · 
Morinda · 
Nertera · 
Pentas · 
Plocama · 
Portlandia · 
Psydrax · 
Richardia · 
Rothmannia · 
Rubia · 
Rutidea · 
Rytigynia · 
Sabicea · 
Sarcocephalus · 
Sericanthe · 
Sherardia · 
Spermacoce · 
Tarenna · 
Tricalysia · 
Uncaria · 
Vangueria · 
Virectaria ·  
Wendlandia · 
...